# 달리다굼
달리다굼(Ταλιθα κουμ, Talitha kum)은 달리다와 굼(일어나다, 명령형)의 합성이다. 달리다굼이라는 말은 어린 소녀야 일어나라라는 의미이다. 달리다는 아람어로 흔하지 않지만 "작은 소녀야"(호격)라는 의미이다. 마가 복음에 나타난다. 거기에서 예수 그리스도는 죽은 어린아이를 달리다굼(Ταλιθα κουμ, "Talitha cumi", "Talitha kum" , "Talitha koum")이라는 말을 사용하여 부활시켰다 (막5:21-43).

## 참고 문헌
- Bardsley, Charles Wareing Endell (1880). Curiosities of Puritan Nomenclature Chatto and Windus.